# お化け暦
- お化け暦
- おばけ暦
- オバケごよみ

お化け暦（おばけごよみ）とは、明治から昭和にかけて、民間で違法に発行された暦書（カレンダー）である。1872年（明治5年）の改暦詔書に基づき官暦である本暦・略本暦から日の吉凶などを示す暦注が迷信として排除され、1910年（明治43年）以降は旧暦の併記も取りやめとなったため、これらを求める庶民に歓迎された。単に「おばけ」「オバケ」と略して呼ばれることもある。
厳しい取り締まりと戦時体制下の紙不足によって1941年（昭和16年）以降は激減した。太平洋戦争終戦後には暦書類の発行が自由化されたことで、「お化け暦」という呼称は消滅した。今日、各地で販売されている運勢暦や開運暦と呼ばれるものは、お化け暦の後裔であるとされる。

## 特徴
お化け暦には、『民用日記』や『九星方位明治日用便』、『農家便覧』などといった名称が付けられて流通した。政府による摘発を逃れるために、発行所は毎年転々とし、発行人は偽名であり、正体がつかめないことから「お化け暦」と呼ばれた。発行人名には、「藤の井徳兵衛」や「福永嘉兵衛」といった縁起のよさそうな名前が使われた。体裁は、神宮司庁の発行していた略本暦とほぼ同じで、中には、頒暦商社や神宮司庁の発行した本暦・略本暦に貼付された頒暦証紙を模したものが貼られているものまであった。
内容は、新暦とともに旧暦の日付を載せ、方位の吉凶をはじめとした暦注が記載されていたほか、祝祭日や寺社の祭礼縁日、年中行事なども紹介されていた。また、お化け暦には暦注として六曜・九星・三隣亡などが記載されているが、これらの選日は幕末から明治にかけて流行したとされており、それまでの暦書には掲載されたことがなかったものであった。
ただし、お化け暦は暦学の専門家が監修していたわけではないため必ずしも正確とはいえず、時にはお化け暦同士でも食い違いが生じることもあった。特に、流派によって違いのある九星や日取りに曖昧な点のある三隣亡は、間違いや食い違いが多かった。

## 歴史

### 背景
江戸時代、実質的な編暦の権限は朝廷の陰陽頭である土御門家から幕府の天文方に移り、天文方が作成した暦案に陰陽頭配下の暦博士である幸徳井家が暦注を付け、それを大経師が印刷して各地の暦師が頒布した。明治維新を迎え江戸幕府が倒れると天文方も廃止となり、明治2年（1869年/1870年）暦の編暦の権限は再び土御門家に与えられた。暦書の発行・頒布は、それまでの暦師たちのうち土御門家の許可を受けた「弘暦者」のみに認められることになった。翌明治3年（1870年/1871年）に編暦は大学内の天文暦道局（のち星学局をへて文部省天文局）が行うこととなり、役所の改廃にともない内務省地理局測量課第四部（のち地理局観測課）などに移ったあと、最終的に明治23年（1890年）暦以降は東京大学天文台が行うこととなった。この過程で、土御門家の当主晴雄が明治2年（1869年）に急逝したこともあって、明治3年（1871年）に京都星学局出張所が廃止され土御門和丸が大学出仕星学掛を解任されたことで土御門家は暦に関する権限をすべて失った。なお、弘暦者たちは、文部省主導の下、明治5年（1872年）に東京と大阪で頒暦商社を設立し、冥加金を納めることで官暦の頒布を独占する権限を得た。

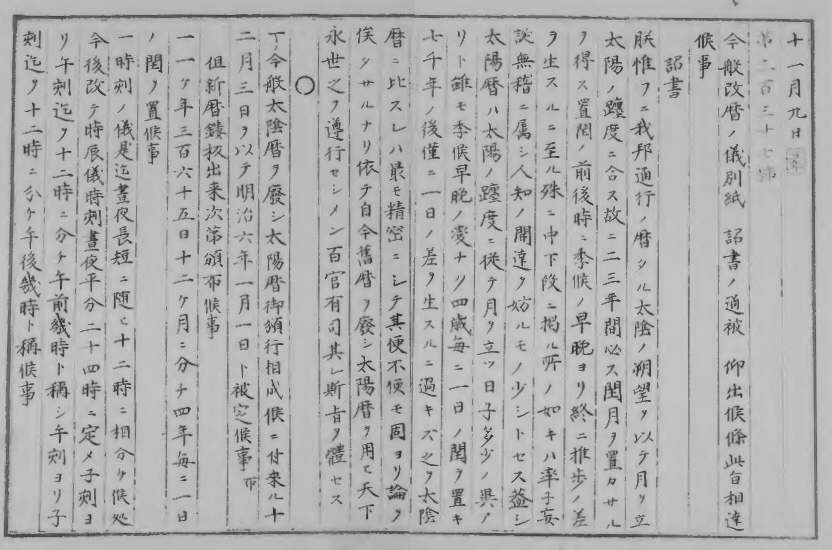
改暦詔書を伝える太政官布告

明治5年（1872年）11月9日、改暦の詔書が出され、同年12月2日をもって天保暦を廃して、翌日を明治6年（1873年）1月1日とするグレゴリオ暦を採用することになった。しかし、すでに明治6年（1873年）暦は頒布された後であり、新暦普及のため同年の暦書については略暦に限って頒暦商社以外にも発行・頒布を認めることとした。一方、頒暦商社にとっては旧暦で発行していた明治6年（1873年）暦の返品・在庫がかさみ、新暦の暦書は頒暦商社以外も発行したため、約4万円の損失を抱えることになった。このため、頒暦商社には明治9年（1876年）暦まで3年間の官暦の専売権が認められるとともに、冥加金が免除された。それでも明治6年（1873年）暦の損失を埋め合わせるには足らず、明治14年（1881年）暦まで5年間延長された。この間、官暦の頒布を一私商社に委ねることに対する不満が各所から寄せられ、明治13年（1880年）には伊勢神宮司庁から頒暦権を受任したい旨の伺書が内務省に提出されたが、この時は却下されている。しかし、頒暦商社の専売権の期限が迫っても誰に頒暦の権限を与えるかは決まらず、頒暦商社の専売権はさらに1年延長された。結局、明治16年（1883年）暦以降は、再度頒暦を願い出た伊勢神宮司庁が発行することになり、最終的に1890年（明治23年）暦からは、編暦は東京大学天文台（のち東京天文台）、頒暦は神宮司庁（のち神宮神部署）が担う体制となった。そして、これ以外の暦の発行は、一枚刷りの略暦を除いて厳禁された。なお、明治10年（1877年）暦以降、発行部数の把握と偽暦の防止を目的として、官暦には頒暦証紙が貼付されていた。
明治5年（1872年）11月9日の改暦詔書に「殊ニ中下段ニ掲クル所ノ如キハ率ネ妄誕無稽ニ属シ人知ノ開達ヲ妨クルモノ少ナシトセス」、同年11月24日の太政官布告にも「但略歴ハ御頒行太陽暦ヲ標準ト可致旧暦中歳徳金神ノ善悪ヲ始メ中下段中掲載候不稽ノ説等増補致候儀一切不相成候」とある通り、明治6年（1873年）の新暦以降、官暦からは日の吉凶などの暦注は迷信であるとしてすべて掲載されなくなり、七曜や干支のほかは平均気温・湿度といった気象情報や天体の動きなどの科学的な内容のみが記載された。また、当初は旧暦が併記されたものの、官暦に記載するから新暦が普及しないという批判を受けて、明治43年（1910年）暦以降は記載されなくなった。

### 出現から終焉まで

略本暦類似物として「お化け暦」の出版発売を差し止める東京府公示を伝える官報

官暦は科学的ではあったものの、庶民は天文学的な知識より日の吉凶を求めた。こうした需要に応えて、旧暦や暦注などを記載した「お化け暦」が密かに刊行されるようになった。お化け暦は度々禁止されたものの急速に普及し、取り締まりの目を逃れて大量に流通した。また、一枚刷りの略暦は取り締まりの対象ではなかったため、商店の名前を入れたチラシとして新旧の略暦を記載した「引札」も普及するようになった。さらに、明治末には「日めくり」が登場し、これも取り締まりの対象外とされたため、旧暦が記載された。これらによって、官暦である神宮暦は年々頒行数を減少させていった。
お化け暦の全盛期は明治から大正にかけてであった。お化け暦は政府の取り締まりが厳しく、所持していただけでも連行されてどうやって入手したのか追及され始末書を書かされたと言われており、摘発される恐れのない日めくりが普及すると、お化け暦は次第に下火になっていった。1941年（昭和16年）には俗暦類の取り締まりが徹底され、また戦時体制下における紙の不足もあって、お化け暦はほぼ壊滅した。そのため、この年は神宮暦の頒行数が急増した。1942年（昭和17年）には、略暦・日めくりも含めて暦注の記載は全面的に禁止されている。
太平洋戦争終戦後の1945年（昭和20年）12月15日、GHQによる神道指令によって神社に対する国家の援助が禁止されると、東京天文台が編纂した官暦を伊勢神宮が頒行するという形も取りやめとなった。暦書類は自由に発行できるようになり、神宮暦も唯一の官暦から民間暦の一つに過ぎなくなった。これにより、「お化け暦」という呼称は消滅した。

## 評価と影響

### 社会の受容
改暦によって天保暦が廃されグレゴリオ暦が採用されたが、その後も年中行事をはじめとして日常生活では旧暦を使用する地域が多かった。昭和期に入っても旧暦に基づいた行事を催す地域は多かったし、太平洋戦争終戦直後に行われた迷信に関する調査でも盆や七夕を旧暦で行う地域は少なくなかった。旧暦の併記廃止は、旧暦に基づく年中行事や旧暦中に亡くなった故人の命日の把握などに不便を生じ、特に、農事暦として旧暦を利用していた農村では、旧暦はなくてはならないものだった。また、暦注は、迷信と言われようとも庶民の暮らしや伝統文化に根付いていた。お化け暦は、こうした層に歓迎され、大量に流通した。特に、官暦に旧暦の併記がされなくなってからは、お化け暦は庶民の生活の唯一のよりどころとなった。
政府による取り締まりは厳しかったが、それ以上に需要があり、必要とする庶民は、お化け暦の出版者を匿ったり、手を尽くしてお化け暦を入手しようと努めた。歳末には露天で大量のお化け暦が販売されていた。お化け暦の出版者の中には、摘発されて罰金を科せられ、それを払うためにお化け暦を発行してまた摘発されるということを繰り返し、前科43犯を数える者もいたほどであったという。
旧暦の使用や迷信の排除を進める政府に隠れてお化け暦が庶民の間で流布したことについて、脚本家の山本むつみは「変化を急ぐお上に向けた、庶民からのささやかな『異議申し立て』だったのかもしれません」と記し、文化人類学者の中牧弘允は「科学や迷信の名のもとに切り捨てられない、庶民のしたたかな抵抗」と見ることもできると指摘している。

### 後世への影響

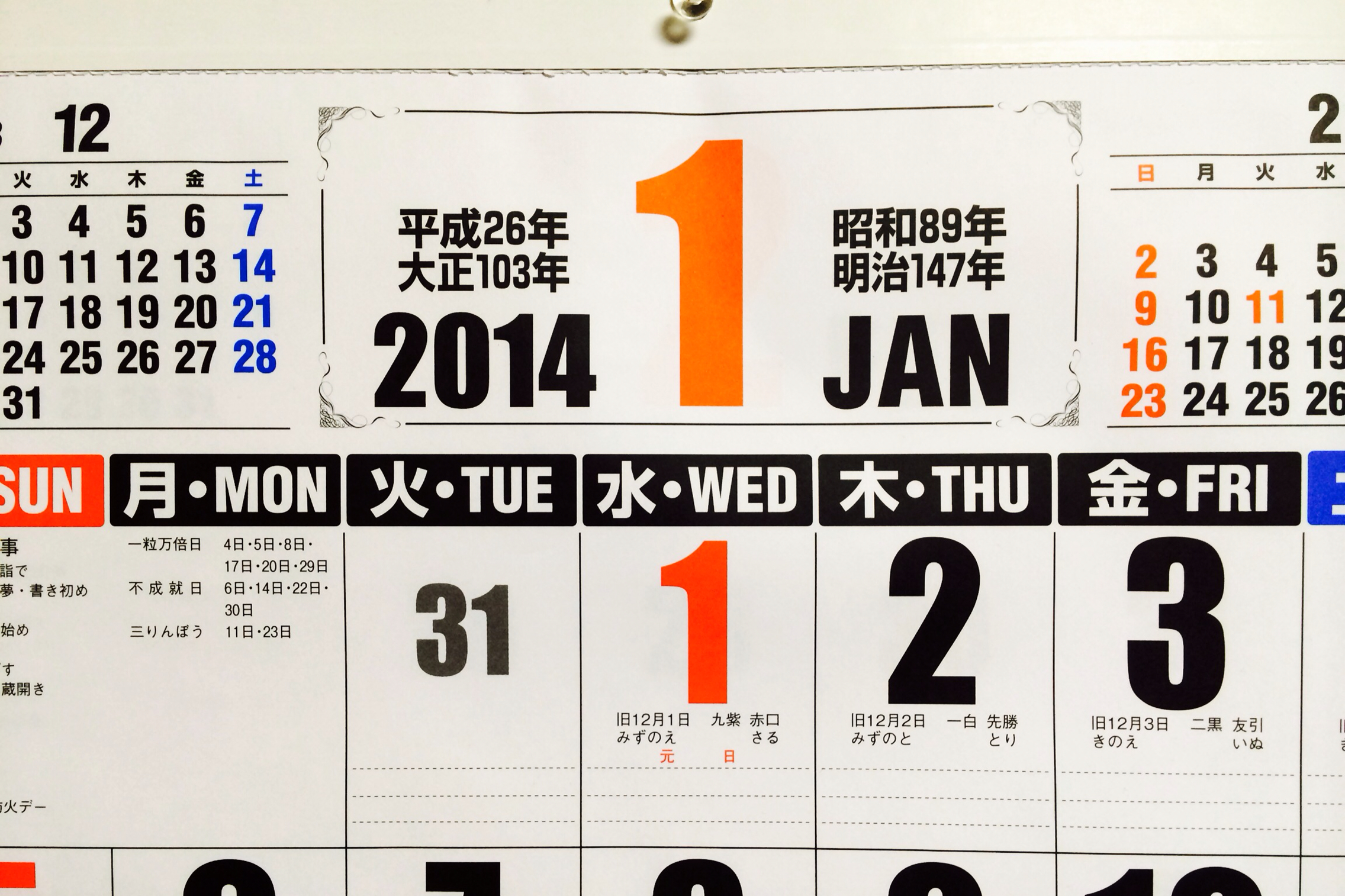
旧暦や九星・六曜・三りんぼうなどが記載された2014年（平成26年）のカレンダー

暦書の発行が自由化されると、旧暦の日付をはじめ、お化け暦に記載されていた九星・六曜・三隣亡・不成就日・一粒万倍日といった暦注が記載されたカレンダーが再び発行されるようになった。旧暦の使用は、農漁村においても1955年（昭和30年）以降は次第に廃れていった。しかし、年中行事の実施や、漁労のための潮の干満などを知るため、現在でも一定の旧暦の需要がある。特に六曜は、ブライダル業界や葬祭業などに影響は大きい。官暦の地位を失った神宮暦においても、戦後は旧暦の日付を併記し、附録として六曜を記載するようになっている。今日でも、年末になるとさまざまな暦注を載せた翌年の暦が店頭に並び盛況を博しているが、これら運勢暦や開運暦と呼ばれるものは、お化け暦の後裔であるとされる。
なお、東京天文台は1946年（昭和21年）暦から純粋に科学的な暦として『暦象年表』を発行しており、これは『理科年表』の暦部に収録されているほか、毎年2月1日付『官報』に翌年の暦要綱が掲載されている。これらには二十四節気や雑節、月の朔望が記載されているため、旧暦の日付を求めることができ、現在民間で発行されているカレンダーの旧暦はこれらを基にしている。
また、お化け暦に貼付された偽の頒暦証紙は、その多様性から、コレクターによる蒐集の対象となっている。

### フィクション
脚本家の山本むつみは、『明治おばけ暦』で、急な改暦にあわてふためく庶民の様子を描いた。『明治おばけ暦』は、2007年（平成19年）にNHK-FMのFMシアターでラジオドラマとして放送され、2011年（平成23年）から2012年（平成24年）にかけて劇団前進座の創立80周年記念公演として上演されている。ラジオドラマは、第34回放送文化基金賞優秀賞を受賞した。